# Замок герцогов (Ландсхут)
Замок герцогов в Ландсхуте (нем. Herzogsschlösschen) — небольшой замок, расположенный в районе Берг нижнебаварского города Ландсхут. Здание в стиле классицизм было построено в «королевском саду» в 1782 году архитектором Таддеусом Лейтнером как летняя резиденция местных герцогов. Является памятником архитектуры Баварии (No. D-2-61-000-564).

## История и описание
В конце XVI века, при герцоге Вильгельме V, в Ландсхуте был построен так называемый «королевский сад» площадью в 2,5 га, стена которого частично сохранилась по сей день; в 1579 году Вильгельм V с женой переехал в Мюнхен. В 1754 году в саду был создан древесный питомник для выращивания тутовых деревьев. Через два столетия после создания сада, пфальцграф Вильгельм — проживавший в городе с 1780 по 1800 год — поручил садовнику Фридриху Людвигу Шкелю превратить сад в парк; при данном переустройстве, в 1782 году, и был возведён Замок герцогов, ставший летней резиденции пфальцграфа. Перед зданием в стиле классицизм расположен памятник Шкелю и его брату, поставленный Вильгельмом в 1784 году — в знак признательности за работу братьев. Сегодня в замке находится хранилище, используемое музеями города Ландсхут.